# Daniel Eggers (Liedermacher)
Daniel Eggers (* 17. Juni 1975; † 6. August 2001 bei Grevesmühlen) war ein neonazistischer Liedermacher.

## Leben
1990 fing Eggers mit dem Gitarrenspiel an und komponierte ab 1994 seine ersten Lieder. 1996 erschien die erste offizielle CD. Seine ersten beiden CDs als „Arisches Blut“ sind nach Eigenangaben Bootlegs, da Eggers vertraglich an Torsten Lemmers Label Funny Sounds gebunden war. Die CDs erschienen über die skandinavische Plattenfirma NS-Records ohne Einwilligung von Eggers.
Er stand der NPD nahe und trat auch im Rahmen von Wahlkampfveranstaltungen u. a. mit Frank Rennicke auf. Er veröffentlichte unter seinem Namen vornehmlich „harmlosere“ Songs, während er mit Neben- und Soloprojekten (z. B. Arisches Blut, Bonzenjäger) unter Pseudonymen extrem rechtsradikale Texte vertonte, in denen die Zeit des Nationalsozialismus und dessen Ideologien verherrlicht werden. Das Projekt Bonzenjäger drohte beispielsweise bekannten Politikern mit Mord. Eine extrem rassistische und antisemitische CD brachte er als WAW Kampfkapelle heraus. „WAW“ stand für „Weißer Arischer Widerstand“, Eggers adaptierte hier den Namen einer anderen Band, die jedoch rechtlich nicht gegen Eggers vorgehen konnte, da sie ihre Namen geheim halten wollte.
Zwar war Eggers vor allem als Liedermacher aktiv, jedoch veröffentlichte er 2001 die CD Jugend am Boden mit der Band Protest, die eine Mischung aus Oi!, Techno und Hitler-Samples darstellt.
Eggers erhängte sich 2001 im Alter von 26 Jahren im Kiebitzmoor in der Nähe von Grevesmühlen. Nach seinem Suizid wurden Gerüchte gestreut, dass er im Zusammenhang mit der V-Mann-Affäre während des NPD-Verbotsverfahrens ermordet worden sei.
Mehr als 500 Lieder soll Eggers zeit seines Lebens eingespielt haben.

## Diskografie

### Als Daniel Eggers
Alben
- 1996: Mit Schwert und Schild (Funny Sounds)
- 1996: Was unsere Väter einst schufen (Funny Sounds)
- 1998: Wollt ihr den totalen Sieg? (MVP Records)
- 1998: Die Zukunft setzt die Zeichen (Victor Publications)
- 1998: Balladen des Nationalen Widerstandes (Eigenproduktion)
- 1999: Treue um Treue – Lieder im Gedenken der Helden des Reichs (Eigenproduktion)
- 1999: Nordische Klänge (Victor Publications, indiziert)[3]
- 2000: Vorwärts für Deutschland (Victor Publications, indiziert[4])
- 2001: Ruhm unserer Heimat (Victor Publications)
- 2003: Fesseln der Freiheit (Victor Publications, indiziert)[3]
- 2007: Mein letzter Gruß gilt dem Führer (Werwolf Records)
- unbekannt: Lieber stehend sterben (Di-Ai Records)
- unbekannt: N.A.V.K. (MC, Eigenproduktion)
- unbekannt: Stimmung, Spaß und Rassenhass CD 1 & 2[5]

Singles & EPs
- 1996: Odins Land (Funny Sounds)
- 1998: Schwarzes Korps (Funny Sounds)

Split-Veröffentlichungen
- 1997: Live in Teterow (mit André Lueders, indiziert[6])
- 1998: Für die Freiheit singen und kämpfen wir (mit Lars Hellmich, Live Records, indiziert)[3]
- 1999: Heldengedenken (mit Ronny Papenbrock, Eigenproduktion, 2000: Wikinger Tonträgerversand)

### Veröffentlichungen mit Neben- und Soloprojekten
Arisches Blut
- Unter Führers Befehl (1996, indiziert 1997)
- Das Vermächtnis des Führers (1996, indiziert 1998)
- Durch Ironie in die Knie (1997)
- 150% deutsch (1997, im selben Jahr indiziert)
- Vorwärts für Hitler (1999)
- Ein Führer (1999)

Sag mir dass du kämpfst
- Live-Einspielung (1997)

Endlösung
- Unter dem Hakenkreuz (1996)
- Unter der schwarzen Fahne (1997, indiziert)

Protest
- Jugend am Boden (Aufnahmen von 1990–1994)

Bonzenjäger
- Gute Zeiten, schlechte Zeiten (1997, indiziert 1998)
- Live in Teterow ’97 (1997)

Arische Kämpfer
- Dröhnende Fanfaren (2001)

Schwarzes Korps
- Dem Sieg entgegen (1997, indiziert 1998)

WAW Kampfkapelle
- Nur vom Feinsten (2000, im selben Jahr indiziert)

### Sampler-Beiträge
Balladen des nationalen Widerstandes – Teil 2
- Alter Frontsoldat
- Sie haben doch gesiegt!

Balladen des nationalen Widerstandes – Teil 3
- Herzog des Reiches

- Deutschland, wir lieben

Nationale Solidarität (NPD Sampler)